# Castillo de Atienza

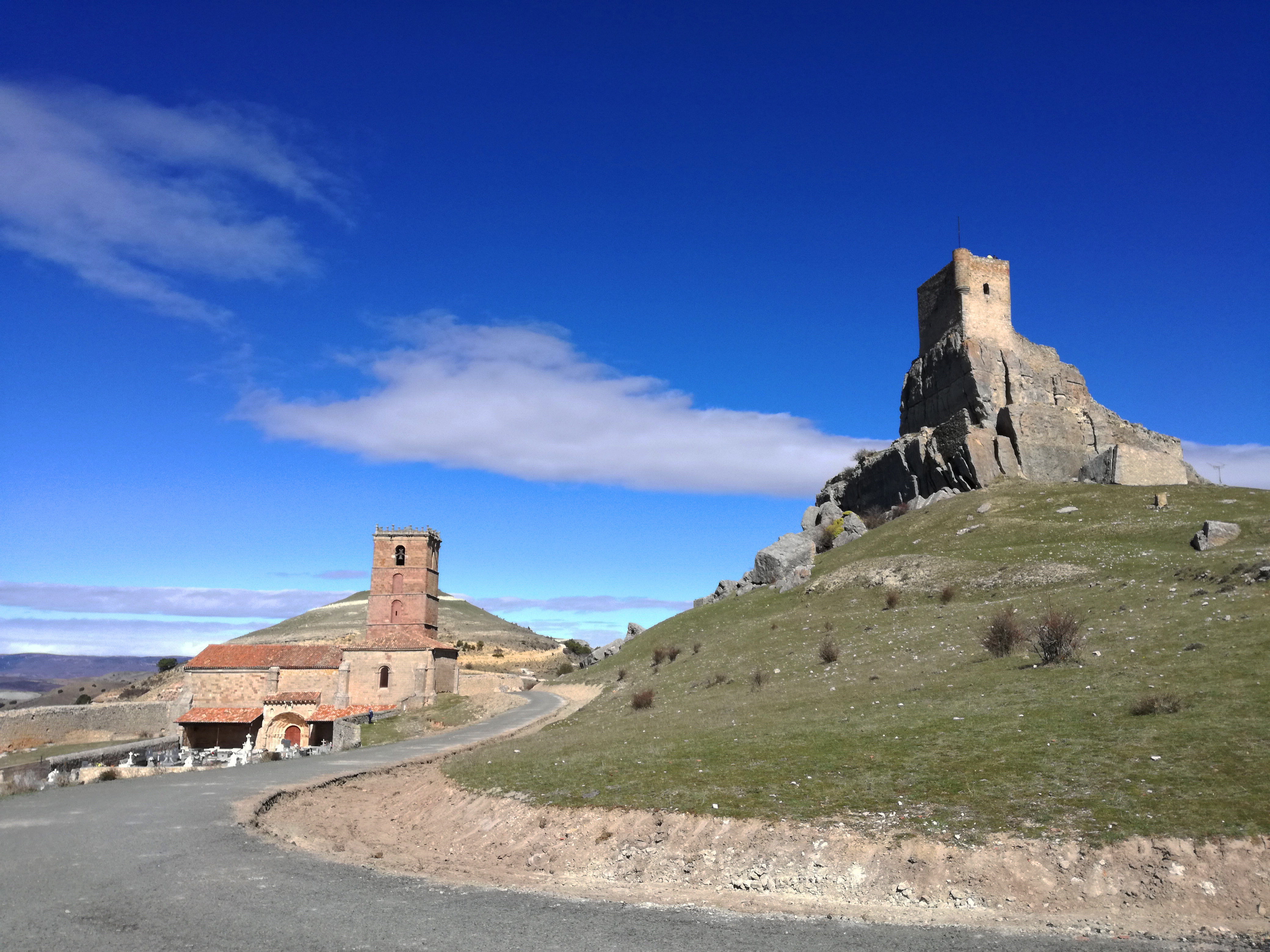
Burg von Atienza und Kirche Santa María de Rey

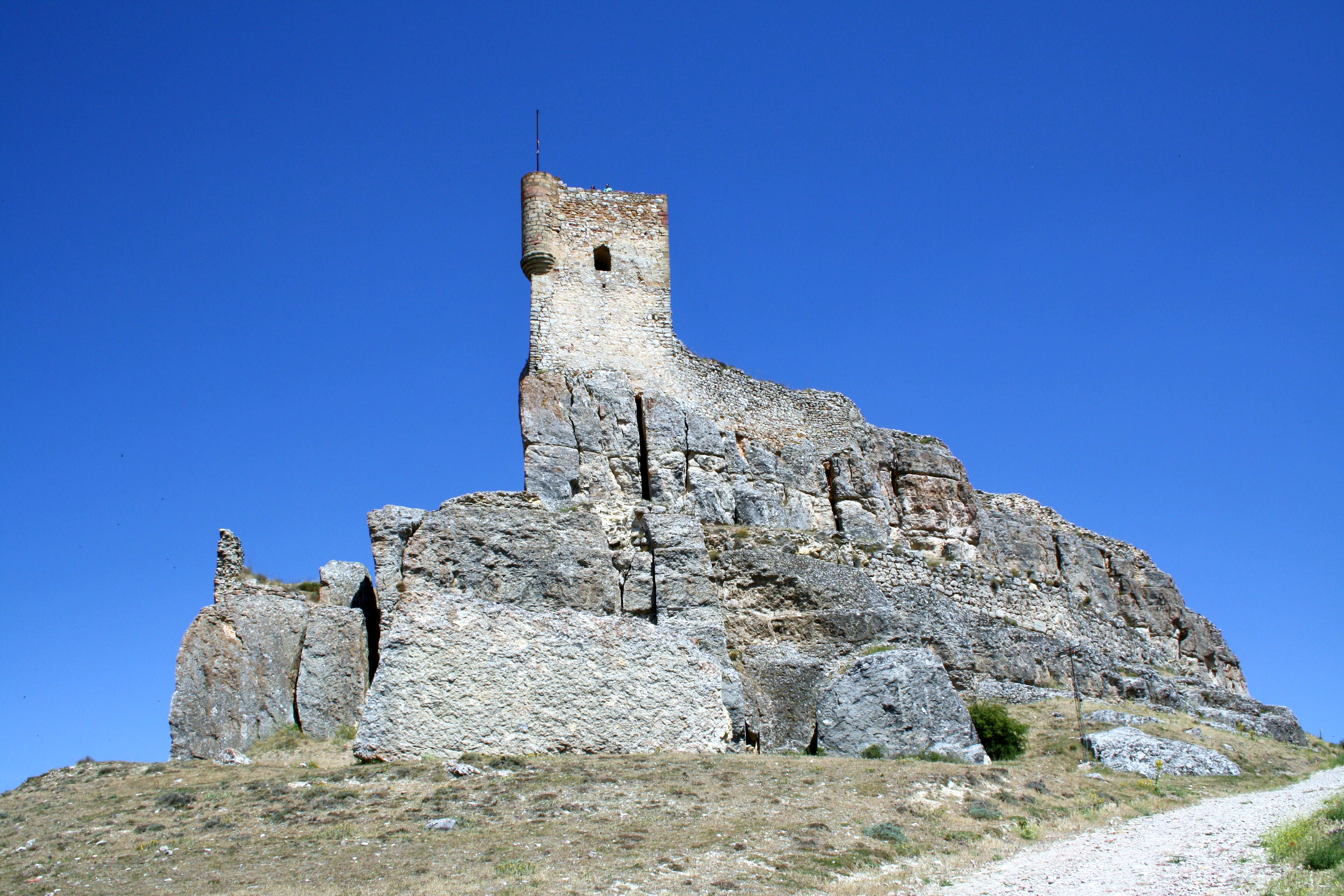
Bergfried

Das Castillo de Atienza ist eine mittelalterliche Burg in Atienza, einer Gemeinde in der spanischen Provinz Guadalajara in der Autonomen Region Kastilien-La Mancha.

## Geschichte
Auf dem hohen Felsgipfel stand zuvor bereits eine römische und danach eine westgotische Festung. Vom 9. bis zum 11. Jahrhundert war sie Bestandteil der maurischen Verteidigungslinien südlich des Duero. Nach der Rückeroberung (reconquista) der Region durch Alfons VI. Ende des 11. Jahrhunderts wurde sie vom Königreich Kastilien genutzt.

## Besichtigung
Heute sind noch der Bergfried, ein Teil der Mauern und das Arrebatacapas-Tor erhalten.